# Матті Пелтола
Матті Пелтола (фін. Matti Peltola, нар. 3 липня 2002, Еспоо, Фінляндія) — фінський футболіст, захисник клубу МЛС «Ді Сі Юнайтед» та національної збірної Фінляндії.

## Ігрова кар'єра

### Клубна
Матті Пелтола є вихованцем столичного клубу ГІК, в молодіжній команді якого почав грати у віці десяти років. 19 жовтня 2019 року пелтола дебютував у першій команді ГІКа в чемпіонаті Фінляндії.
У серпні 2020 року футболіст підписав з клубом професійний контракт на два роки з можливістю продовження угоди. І влітку 2023 року клуб скористався можливістю залишити захисника у своєму складі. За час виступу в клубі Пелтола вигравав чемпіонат та Кубок Фінляндії.
У лютому 2024 року Пелтола перебрався до США, де підписав чотирирічний контракт з клубом МЛС «Ді Сі Юнайтед» і 25 лютого зіграв першу гру у новій команді у матчі відкриття нового сезону 2024 року.

## Збірна
12 січня 2023 року у товариському матчі проти команди Естонії Матті Пелтола дебютував у національній збірній Фінляндії.

## Титули
ГІК
 Чемпіон Фінляндії (4): 2020, 2021, 2022, 2023
 Переможець Кубка Фінляндії: 2020
 Переможець Кубка ліги: 2023
Індивідуальні
- Гравець року в чемпіонаті Фінляндії: 2023[7]